# Cláudia Vieira
Cláudia Patrícia Figueira Vieira (Loures, 20 de junho de 1978) é uma actriz, apresentadora e modelo portuguesa. Tem como agência a L'Agence. É desde 2008 um dos rostos mais conhecidos da  SIC, com diversos trabalhos nas áreas da ficção e entretenimento do canal.

## Biografia e carreira
Cláudia Patrícia Figueira Vieira, nasceu no dia 20 de junho de 1978, em Loures, no Distrito de Lisboa. Os seus pais são Suzette Vieira e António Vieira e tem mais dois irmãos, Sérgio Vieira e Carina Vieira.
A beleza de Cláudia não passou despercebida pelas agências de moda, tendo sido convidada por capas de revistas como a FHM e GQ. Em 2004, assinou um contrato plurianual com o construtor automóvel francês Renault e, até 2009, foi filmada anualmente para folhetos publicitários e spots televisivos.
Apareceu na série de humor Maré Alta, da SIC, mas foi na TVI que conseguiu um maior destaque, ao participar na 2ª temporada de Morangos com Açúcar (primeiro projecto na estação), que protagonizou. No ano seguinte, foi vilã na novela Ilha dos Amores, co-produzida pela TVI e NBP, gravada maioritariamente nos Açores.
Foi a protagonista de uma fotonovela, denominada Afinal Havia Outra, onde interpretou o papel de duas irmãs gémeas.
Participou no programa Canta Por Mim, da TVI, que tinha como finalidade ajudar várias causas sócias.
Foi eleita Mulher Triumph 2007 e, por isso, foi a representante da conhecida marca de lingerie em Portugal.
Em Junho de 2008 mudou-se para a SIC, tendo assinado um contrato de exclusividade com duração de três anos. A mini-série A Vida Privada de Salazar foi o primeiro projecto da Cláudia nesta nova fase da sua carreira. Interpretou depois a personagem Vitória na telenovela Podia Acabar o Mundo. Desde esse ano é uma das caras mais mediáticas do canal.
Em 2009/2010, apresentou, juntamente com João Manzarra, a terceira edição do programa Ídolos, na SIC, que obteve um enorme sucesso a nível nacional, com excelentes audiências. Em Setembro de 2010 voltou como apresentadora da quarta edição do talent-show, de novo ao lado de João Manzarra.
Em 2011, foi a protagonista da novela Rosa Fogo, ao lado de nomes como Andreia Dinis, Rogério Samora, Maria Emília Correia, Helena Laureano, Ana Padrão, Rosa do Canto, Manuel Cavaco, entre outros.
Em março de 2012, volta como apresentadora, da quinta edição de Ídolos, juntamente com João Manzarra.
Em 2013, aparece na novela Sol de Inverno. Em um 2014, apresenta a 2ª temporada com de Factor X. Tem uma participação especial na novela Mar Salgado. Na novela Coração d'Ouro, desempenhou o papel de Laura Mendonça.
Em 2017, apresentou com João Paulo Rodrigues o programa Agarra a Música.
Protagonizou em 2018 a novela Alma e Coração, com  José Fidalgo, Soraia Chaves, Madalena Almeida e Ricardo Pereira.
Em 2020, apresenta a experiência social da SIC O Noivo É que Sabe  e, em 2021 Regresso ao Futuro, ao lado de João Manzarra. No mesmo ano protagonizou a minissérie da OPTO/SIC Na Porta ao Lado: Amor.
Em 2023, apresenta o realiy-show Casados no Paraíso.

## Moda[1]

### 2004
- Desfiles para a Hummel e Wella.
- Editoriais para a VIP, Certa, Presente, Focus, Mulher Moderna e vários trabalhos de protocolo.
- Catálogo para a Fitness.
- Morangos com Açúcar (Serie 2)

### 2005
- Desfiles vários e catálogos para as marcas Concreto e Semáforo.
- Desfiles para a Glícinios, Foz Plaza, Centro Comercial Grijó, CorteFiel, Moda Mafra, Moda Chiado, Exponoivos, BragaPark e Escola Profissional Alto Lima.
- Editorial para a Ego.

### 2006, 2007 e 2008
- Vários catálogos, como por exemplo: Triumph, Rialbanni, Susana Gateira, EjectShoes, etc.
- Em 2008 fez catálogo para a marca Mike Davis juntamente com a modelo nacional Flor e dois modelos masculinos, tendo viajado até uma estância de Innsbruck para protagonizar a sessão fotográfica.

### 2009
- Catálogo Susana Gateira primavera/verão e outono/inverno.
- Foi a cara da coleção da marca Throttleman outono/inverno juntamente com Ricardo Pereira.

### 2018
- Capa da revista "Women's Health"

## Publicidade
- 2004 - Spots televisivos para o Banco Totta, Donuts, B!Ice, Sagres Preta, TMN, Adágio, Modelo, União Fenosa.
- 2005 - Campanha impressa para a Maybelline, óculos Pólar, campanha TV para a Herbal Essences.
- 2007 - Campanha Crédito Habitação Santander Totta.
- 2007, 2008 - Campanha Triumph.
- 2010 - Campanha Bebé Vida, criopreservação de células estaminais.
- 2009/2010 - Voz-off dos anúncios do hipermercado Modelo.
- 2013 - L'Oreal[1]
- 2015 - Mundo 1|2|3 Santander Totta

## Teatro
- 2009 Saia Curta e Consequência, SIC
- 2013 Zorro, Teatro da Trindade
- 2017 À boleia para Hollywood, Teatro da Trindade

## Televisão
| Ano         | Projeto                             | Papel                          | Notas                                                                                | Canal |
| ----------- | ----------------------------------- | ------------------------------ | ------------------------------------------------------------------------------------ | ----- |
| 2004        | Maré Alta                           | —                              | Elenco Regular                                                                       | SIC   |
| 2004 - 2005 | Morangos com Açúcar (2.ª temporada) | Ana Luísa Rochinha             | Protagonista                                                                         | TVI   |
| 2006        | Fala-me de Amor                     | Lara Moreira                   | Elenco Principal                                                                     | TVI   |
| 2006        | Clube Morangos                      | Ela Própria                    | Apresentadora, ao lado de vários atores da série Morangos com Açúcar                 | TVI   |
| 2007        | Ilha dos Amores                     | Vera Medeiros                  | Antagonista                                                                          | TVI   |
| 2008 - 2009 | Podia Acabar o Mundo                | Vitória de Sousa Álvares       | Protagonista                                                                         | SIC   |
| 2009        | Ídolos (3.ª edição)                 | Ela Própria                    | Apresentadora, ao lado de João Manzarra                                              | SIC   |
| 2009        | A Vida Privada de Salazar           | Sofia                          | Elenco Principal                                                                     | SIC   |
| 2010        | Ídolos (4.ª temporada)              | Ela Própria                    | Apresentadora, ao lado de João Manzarra                                              | SIC   |
| 2011 - 2012 | Rosa Fogo                           | Maria Azevedo Mayer            | Protagonista                                                                         | SIC   |
| 2012        | Ídolos (5.ª temporada)              | Ela Própria                    | Apresentadora, ao lado de João Manzarra                                              | SIC   |
| 2013 - 2014 | Sol de Inverno                      | Andreia Teles de Aragão        | Elenco Principal                                                                     | SIC   |
| 2014        | Factor X (Portugal - 2.ª edição)    | Ela Própria                    | Apresentadora, ao lado de João Manzarra                                              | SIC   |
| 2015        | Mar Salgado                         | Beatriz Lacerda                | Elenco Adicional                                                                     | SIC   |
| 2015 - 2016 | Coração d'Ouro                      | Laura Mendonça                 | Elenco Principal                                                                     | SIC   |
| 2017        | Agarra a Música                     | Ela Própria                    | Apresentadora, ao lado de João Paulo Rodrigues                                       | SIC   |
| 2017        | Rainha das Flores                   | Helena                         | Elenco Adicional                                                                     | SIC   |
| 2017 - 2018 | Paixão                              | Teresa Galvão                  | Elenco Principal                                                                     | SIC   |
| 2018 - 2019 | Alma e Coração                      | Benedita Almeida               | Protagonista                                                                         | SIC   |
| 2018 - 2019 | Alma e Coração                      | Diana Almeida                  | Protagonista                                                                         | SIC   |
| 2019        | Um Desejo de Natal                  | Ela Própria                    | Participação Especial                                                                | SIC   |
| 2020        | O Noivo É que Sabe (1.ª temporada)  | Ela Própria                    | Apresentadora                                                                        | SIC   |
| 2020        | O Noivo É que Sabe: Famosos         | Ela Própria                    | Apresentadora                                                                        | SIC   |
| 2021        | Regresso ao Futuro                  | Ela Própria                    | Apresentadora, ao lado de João Manzarra                                              | SIC   |
| 2021        | Casa Feliz                          | Ela Própria                    | Apresentadora, ao lado de João Paulo Sousa, na ausência de Diana Chaves e João Baião | SIC   |
| 2021        | Estamos em Casa                     | Ela Própria                    | Apresentadora                                                                        | SIC   |
| 2021        | Na Porta ao Lado: Amor              | Marta                          | Protagonista (OPTO)                                                                  | SIC   |
| 2021        | A Lista                             | Carolina Veiga                 | Participação Especial (OPTO)                                                         | SIC   |
| 2022        | Lua de Mel                          | Dina Cruz                      | Antagonista (T1)                                                                     | SIC   |
| 2022        | Lua de Mel                          | Dina Cruz                      | Protagonista (T2)                                                                    | SIC   |
| 2022        | Cantor ou Impostor?                 | Ela Própria                    | Apresentadora                                                                        | SIC   |
| 2023        | Lúcia, a Guardiã do Segredo         | Helena Albuquerque             | Elenco Principal (OPTO)                                                              | SIC   |
| 2023 - 2024 | Casados no Paraíso                  | Ela Própria                    | Apresentadora                                                                        | SIC   |
| 2024 - 2025 | Senhora do Mar                      | Francisca Medeiros Bettencourt | Co-Antagonista                                                                       | SIC   |
| 2025        | Vitória                             | Vitória Silva Mendonça         | Protagonista                                                                         | SIC   |

### Emissões especiais / Outros
| Ano  | Programa                              | Notas                                                                           | Canal |
| ---- | ------------------------------------- | ------------------------------------------------------------------------------- | ----- |
| 2010 | Natal de Esperança                    | Apresentadora                                                                   | SIC   |
| 2021 | Casa Feliz - Especial Dia de Portugal | Apresentadora, ao lado de João Paulo Sousa, João Baião e Diana Chaves           | SIC   |
| 2021 | Feliz Natal                           | Apresentadora, ao lado de Andreia Rodrigues, Ricardo Pereira e Lourenço Ortigão | SIC   |
| 2022 | É Bom Vivermos Juntos                 | Apresentadora, ao lado de João Paulo Sousa, João Baião e Diana Chaves           | SIC   |
| 2023 | Vale Tudo                             | Concorrente convidada                                                           | SIC   |

## Cinema
- 2005 Crimes Académicos
- 2008 O Contrato
- 2008 Dores e Amores
- 2008 Second Life
- 2008 A Vida Privada de Salazar, SIC

## Vida pessoal
Cláudia Vieira viveu com o ator e apresentador de televisão Pedro Teixeira de 2005 a 2014. Em 23 de outubro de 2009, anunciou estar grávida. A filha (Maria) nasceu no dia 5 de Abril de 2010 no Hospital da Luz, em Lisboa. Maria nasceu antes do previsto, às 36 semanas, com 2,620 kg. Em 3 de fevereiro de 2014 foi confirmado o fim da relação com Pedro Teixeira que durava há nove anos.
Cláudia interessa-se pelos problemas sociais dos mais desfavorecidos e assim tornou-se madrinha da Casa da Palmeira um centro de acolhimento temporário para crianças em risco com idades até aos 12 anos em Loures (sua cidade natal), da responsabilidade da Associação Luís Pereira da Mota.
A 1 de dezembro de 2019 foi mãe de outra menina (Caetana), às 35 semanas de gestação, com 1,900 Kg, fruto da sua relação com o empresário João Alves.